# 六欲天 (電影)
《六欲天》是2018年中國大陸導演祖峰執導的劇情長片。

## 演員
- 祖峰
- 黃璐
- 陳明昊
- 田雨

## 發行
該片入圍第72屆坎城影展的一種注目單元，但在首映前一天，電影方突然在微博發出聲明表示，由於「技術問題」，該片劇組將不參加坎城影展任何活動，導致世界首映當天是由影展人員手持手機上的劇組名單照片供媒體拍照。外界推測是因為審查問題，這也是2019年第三部在世界重要影展中突然臨時退出的中國電影，前兩部是柏林影展的《少年的你》與《一秒鐘》。

## 外部連結
- 六欲天的新浪微博
- 时光网上《六欲天》的資料（简体中文）
- 豆瓣电影上《六欲天》的資料 （简体中文）
- 互联网电影数据库（IMDb）上《六欲天》的资料（英文）